# گروه ماهیندرا
گروه ماهیندرا (به انگلیسی: Mahindra Group) شرکت خوشه‌ای هندی و چندملیتی است، که از طریق چندین شرکت تابعه و زیرمجموعه خود در حوزه‌های فناوری هوافضا، صنعت خودروسازی، کشاورزی تجاری، نیروی نظامی، فناوری اطلاعات، خرده‌فروشی، صنایع سنگین، خدمات لجستیک، املاک و مستغلات، هتل‌داری و گردشگری فعالیت می‌کند.
گروه ماهیندرا در سال ۱۹۴۵ توسط جاگدیش چاندرا ماهیندرا، خالیاش ماهیندرا و غلام محمد تأسیس شد و هم‌اکنون به‌همراه گروه تاتا و گروه گودرج یکی از بزرگترین گروه‌های صنعتی خانوادگی هند به‌شمار می‌آید.
دفتر مرکزی این شرکت در شهر بمبئی، هند قرار دارد و کلیه سهام آن در اختیار خانواده ماهیندرا می‌باشد. از شرکت‌های زیرمجموعه گروه ماهیندرا می‌توان به ماهیندرا و سانگ‌یونگ اشاره کرد.